# Monoscutidae
Monoscutidae - rodzina pajęczaków z rzędu kosarzy i podrzędu Eupnoi grupująca ponad 30 gatunków.

## Opis
Przedstawiciele tej rodziny mają ciało długości 2-3 mm u podrodziny Monoscutinae i od 3 mm do centymetra u Megalopsalidinae. Samce Megalopsalidinae posiadają silnie powiększone szczękoczułki. Większość gatunków ubarwiona ciemnobrązowo do czarnego.

## Występowanie
Kosarze te występują w Australii, Nowej Zelandii i na Tasmanii.

## Pokrewieństwo
Najbliżej spokrewnione są z rodziną Neopiliodae, których przedstawiciele również zamieszkują półkulę południową.

## Systematyka
Rodzina zawiera 34 gatunki z 6 rodzajów zgrupowane w 2 podrodziny:
- Podrodzina: Megalopsalidinae Forster, 1949

- - Rodzaj: Megalopsalis Roewer, 1923
    - Megalopsalis serritarsus (Sørensen, 1886)
    - Megalopsalis chiltoni (Hogg, 1910)
      - Megalopsalis chiltoni chiltoni (Hogg, 1910)
      - Megalopsalis chiltoni nigra Forster, 1944

    - Megalopsalis distincta (Forster, 1964)
    - Megalopsalis fabulosa (Phillips & Grimmett, 1932)
    - Megalopsalis grayi (Hogg, 1920)
    - Megalopsalis grimmetti Forster, 1944
    - Megalopsalis hoggi (Pocock, 1902)
    - Megalopsalis inconstans Forster, 1944
    - Megalopsalis marplesi Forster, 1944
    - Megalopsalis triascuta Forster, 1944
    - Megalopsalis tumida Forster, 1944
    - Megalopsalis turneri Marples, 1944
    - Megalopsalis wattsi (Hogg, 1920)

- - Rodzaj: Pantopsalis Simon, 1879
    - Pantopsalis listeri (White, 1849)
    - Pantopsalis albipalpis Pocock, 1903
    - Pantopsalis cheliferoides (Colenso, 1882)
    - Pantopsalis coronata Pocock, 1903
    - Pantopsalis johnsi Forster, 1964
    - Pantopsalis luna (Forster, 1944)
    - Pantopsalis phocator Taylor, 2004
    - Pantopsalis pococki Hogg, 1920
    - Pantopsalis rennelli Forster, 1964
    - Pantopsalis snaresensis Forster, 1964

- - Rodzaj: Spinicrus Forster, 1949
    - Spinicrus tasmanicum (Hogg, 1910)
    - Spinicrus camelus Forster, 1949
    - Spinicrus continentalis (Roewer, 1923)
    - Spinicrus minimum Kauri, 1954
    - Spinicrus nigricans Hickman, 1957
    - Spinicrus porongorupense Kauri, 1954
    - Spinicrus stewarti Forster, 1949
    - Spinicrus thrypticum Hickman, 1957

- Podrodzina: Monoscutinae Forster, 1948

- - Rodzaj: Acihasta Forster, 1948
    - Acihasta salebrosa Forster, 1948

- - Rodzaj: Monoscutum Forster, 1948
    - Monoscutum titirangiensis Forster, 1948

- - Rodzaj: Templar Taylor, 2008
    - Templar incongruens Taylor, 2008